# 朝真乡
朝真乡，是中华人民共和国四川省绵阳市游仙区曾经下辖的一个乡。2019年12月，撤销柏林镇和朝真乡，设立仙鹤镇，以原柏林镇和原朝真乡所属行政区域为仙鹤镇的行政区域。

## 行政区划
朝真乡撤销前下辖以下地区：
朝真乡社区、龙文村、崇林村、龙江村、朝真村、金竹村、石龙村、青荣村、青龙村和小沟村。